# Rhesala inconspicua
Rhesala inconspicua là một loài bướm đêm trong họ Noctuidae.